# Bouvardia breviflora
Bouvardia breviflora är en måreväxtart som beskrevs av Attila L. Borhidi och Salas-mor.. Bouvardia breviflora ingår i släktet Bouvardia och familjen måreväxter. Inga underarter finns listade i Catalogue of Life.